# Kateryna Monzul'
Kateryna Volodymyrivna Monzul' (in ucraino Катерина Володимирівна Монзуль?; Char'kov, 5 luglio 1981) è un arbitro di calcio ucraina.

## Carriera
Esordisce in campo europeo arbitrando il match di qualificazioni al campionato mondiale femminile di calcio 2007 tra Finlandia e Polonia. Il 25 luglio 2013 arbitra la semifinale del Campionato europeo femminile di calcio 2013 tra Norvegia e Danimarca. Nel 2014 viene votata dall'International Federation of Football History & Statistics (IFFHS) come secondo miglior arbitro donna dopo Bibiana Steinhaus. Sempre nel 2014 è designata a dirigire la finale di Champions League femminile tra Tyresö e Wolfsburg. Nel 2015 dirige la finale del mondiale di calcio femminile tra Stati Uniti e Giappone.
A marzo 2022, nel contesto dell'invasione russa dell'Ucraina del 2022, su invito di AIA e Federcalcio Italiana, da rifugiata sul territorio italiano, torna a dirigere una gara in occasione della sfida di Serie A femminile tra Inter e Sampdoria.
Il 29 luglio 2022 viene scelta per dirigere la finale del campionato europeo femminile tra Inghilterra e Germania.